# Грэм О’Брайен
 Грэм О'Брайен (англ. Graham O'Brien) — вымышленный персонаж британского научно-фантастического телесериала «Доктор Кто». Созданный Крисом Чибнеллом, роль исполняет актер Брэдли Уолш. Впервые он появляется в эпизоде «Женщина, которая упала на Землю» одиннадцатого сезона обновлённого в 2005 году сериала и стал спутником Тринадцатого Доктора (одного из воплощений инопланетянина путешественника во времени), роль которой исполняет Джоди Уиттакер. Герой изображается как обыватель, который в прошлом был водителем автобуса, однако, вследствие ремиссии рака, он потерял работу. Также Грэм фигурирует в эпизодах двенадцатого сезона.

## Появления

### Телевидение
Персонаж дебютировал в премьерной серии одиннадцатого сезона «Женщина, которая упала на Землю», вышедшей осенью 2018 года. Грэм является бывшим водителем автобуса и женат на Грейс. Во время поездки на поезде в Шеффилд Грэма и Грейс атакует странное инопланетное существо, покуда не вмешивается Доктор, только что регенерировавший в тринадцатое воплощение. Вместе с Райаном Синклером (внуком Грейс) и полицейским Ясмин Кхан они противостоят Тиму-Ша — воину-пришельцу, который попал в Шеффилд. Им удается победить его, но ценой жизни Грейс. После её похорон Яс, Райан и Грэм помогают Доктору переместиться к её космическому кораблю ТАРДИС, однако случайно телепортируются с ней. После этого происшествия в «Призрачном памятнике» они возвращаются домой. В серии «Арахниды в Великобритании» он соглашается стать спутником Доктора, чтобы отвлечься от утраты жены.
Во время следующих приключений отношения Грэма и Райана, который всегда открещивался от него как дедушки, начали улучшаться. В эпизоде «Оно забирает тебя» главные герои попадают в другое измерение, где Грэм встречает Грейс. Доктор объясняет, что она создана инопланетными силами, чтобы отвлечь его от реального мира. До последнего он верит, что может вернуть Грейс, однако, когда она становится равнодушной к Райану, которому грозит опасность, он отворачивается от нее. После бегства из этого измерения Райан впервые называет Грэма «дедом». В серии «Битва на Ранскур Ав Колосе» Грэм стремится отомстить Тиму-Ша (с которым они вновь столкнулись) за смерть Грейс, хотя Доктор говорит, что она не будет дальше путешествовать с убийцей. Он встречается с Тим-Ша, и с помощью Райана они вместо убийства задерживают его и закрывают в стазис-камере.

### Другие медиа
В сентябре 2018 было анонсировано три романа, события которых разворачиваются между эпизодами одиннадцатого сезона — «Хороший Доктор», «Расплавленное сердце» и «Боевые волшебники». Грэм появился в каждом из них, а также был изображен на обложке «Хорошего Доктора».

## Кастинг и производство
22 октября 2017 было анонсировано, что Брэдли Уолш был выбран на роль нового спутника Доктора в одиннадцатом сезоне. Актёр был фаворитом на роль с начала кастинга и его первых проб. Уолш ранее уже появлялся во вселенной Доктора Кто, а именно в спин-оффе «Доктора Кто» — сериале «Приключения Сары Джейн», где сыграл роль клоуна Странного Боба (двухсерийная история «День клоуна»).
9 декабря 2018 было подтверждено, что Брэдли Уолш вернётся к роли О'Брайена в двенадцатом сезоне.

## Критика
Критик Пол Джонс с Radio Times написал, что «Из остальной части команды ТАРДИС Брэдли Уолш, как Грэм, выделяется, он действительно правдоподобный и симпатичный персонаж, способный передать такой большой диапазон эмоций всего несколькими взглядами». Кимберли Бонд добавила, что актёрская игра Уолша «напоминает всем нам, что он действительно является добротным актёром, а не только ведущим „Погони“». Хью Фуллертон сказал, что Грэм является «неожиданным эмоциональным источником» одиннадцатого сезона.